# Oukaïmden (commune)
Pour l’article homonyme, voir Oukaïmden (station de ski).
Oukaïmden (forme officielle en français ; variante : Oukaïmeden) est une commune rurale marocaine, située sur le plateau du même nom, de la province d'Al Haouz, dans la région Marrakech-Safi.
Elle dispose de la plus importante et de la plus haute des rares stations de sports d'hiver du pays, la station Oukaïmeden.

## Géographie
Oukaïmden se trouve dans le Haut Atlas central, à près de 80 km de Marrakech par la route (via les routes provinciales 2030 et 2017).

## Historique
La création de la commune d'Oukaïmden a eu lieu en 1992, dans le cadre d'un découpage territorial qu'a connu le royaume.

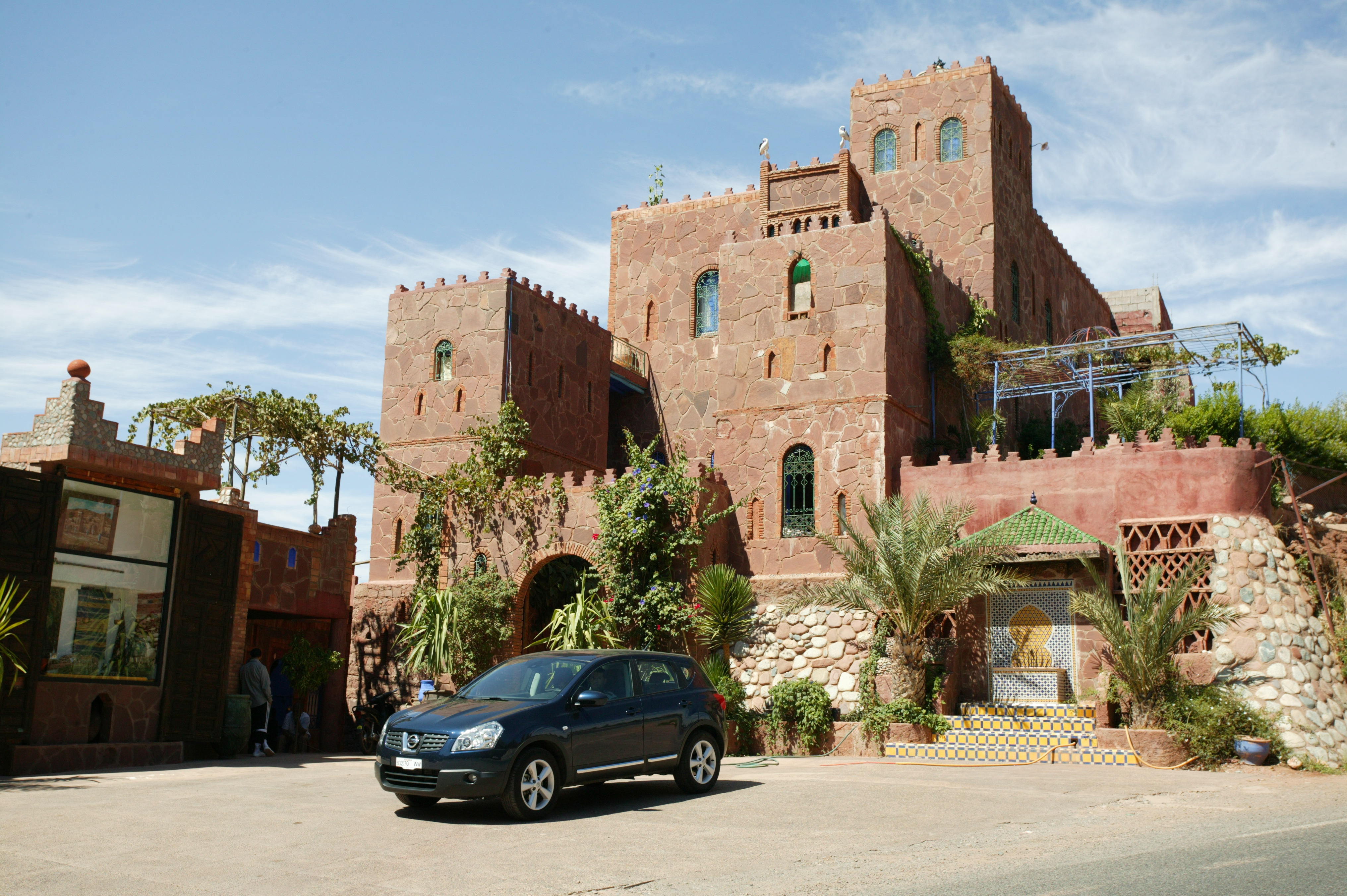
La Kasbah Tifrit

## Démographie
Oukaïmden a connu, de 1994 à 2004, une hausse de population, passant de 3 798 à 4 440 habitants (données de recensements).

## Administration et politique
Oukaïmden, en tant que commune rurale, est rattachée, sur un plan purement administratif, à des circonscriptions déconcentrées : le caïdat d'Ourika et, au-delà, le cercle de Tahannaout.
Dans le cadre de la décentralisation, la commune est reliée à d'autres collectivités territoriales : celles de la province d'Al Haouz et, au-delà, de la région Marrakech-Safi.

## Station de sports d'hiver

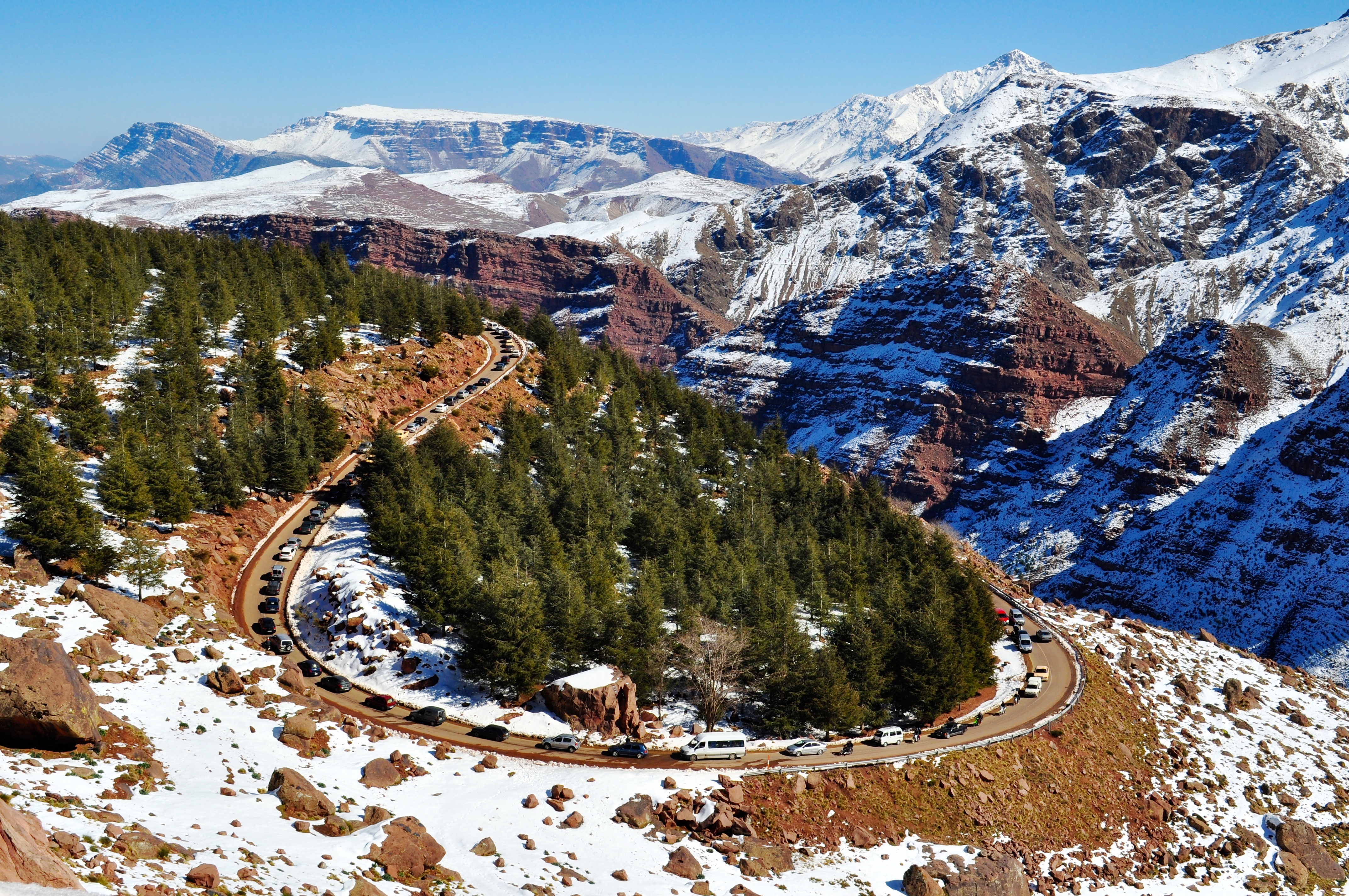
Touristes se rendant à la station. Janvier 2015.

En 2014, la station d'Oukaïmeden, appelée « Louka » par les habitués, a été classée 4e du top ten du quotidien français Les Échos en tant que station permettant de « skier au-dessus des palmiers ».

## Observatoire astronomique
La station accueille l’Observatoire astronomique universitaire de l’Oukaïmeden (OUCA), très réputé grâce au ciel dégagé dû à l’absence des lumières citadines. Il est équipé du télescope automatique MOSS (Moroccan Oukaimeden Sky Survey) ainsi que d’un équipement informatique permettant le pilotage à distance. Cet observatoire est le résultat du travail de l’astrophysicien Zouhair Benkhaldoun. TRAPPIST-Nord s'y trouve également.